# Kanton Salernes
Der Kanton Salernes war bis 2015 ein französischer Wahlkreis im Arrondissement Draguignan, im Département Var und in der Region Provence-Alpes-Côte d’Azur; sein Hauptort war Salernes. Vertreterin im Generalrat des Départements war zuletzt von 2008 bis 2015 Nicole Fanelli-Emphoux (PS).
Der Kanton Salernes war 88,67 km² groß und hatte (1999) 4828 Einwohner, was einer Bevölkerungsdichte von 54 Einwohnern pro km² entsprach. Er lag im Mittel 424 Meter über Normalnull, zwischen 177 Meter in Salernes und 903 Meter in Tourtour.

## Gemeinden
Der Kanton bestand aus drei Gemeinden:
| Gemeinde   | Einwohner Jahr | Fläche km² | Bevölkerungsdichte | Code INSEE | Postleitzahl |
| ---------- | -------------- | ---------- | ------------------ | ---------- | ------------ |
| Salernes   | 3.808 (2013)   | 39,3       | 97 Einw./km²       | 83121      | 83690        |
| Tourtour   | 591 (2013)     | 28,69      | 21 Einw./km²       | 83139      | 83690        |
| Villecroze | 1.366 (2013)   | 20,68      | 66 Einw./km²       | 83149      | 83690        |